# Michael Hillardt
Michael Hillardt, född 22 januari 1961, är en australisk friidrottare. Han deltog vid olympiska sommarspelen 1984.